# 塞爾文 (北卡羅萊納州)
塞爾文（英語：Selvin）是位於美國北卡羅萊納州喬萬縣及蓋茨縣的非建制地區。

## 地理
塞爾文所處的海拔為高於海平面10米（即33英呎），而該地所採用的時區為UTC-5，即北美东部时区（EST）。同時該地設有夏令時間，為UTC-5調快一小時，即UTC-4（EDT）。